# 石原希望
石原希望（日语：石原希望，2000年7月25日—），日本AV女優。所屬事務所是LIGHT。

## 經歷
2020年6月作為AV女優出道。
2020年5月2日於FANZA販售的出道作『新人 めっちゃ性格の良い方言美少女AV DEBUT 石原希望』 在每日排名中獲得第2名。5月3日的每日排名中獲得第1名的紀錄。
2020年上半年的AV女優影片銷量中排名第2名。同年7月於FANZA統計的每月AV女優排名第1名。月刊FANZA發表的「このAV女優がすごい!2020夏」，在新人部門中獲得第1名。
2020年11月成為MOODYZ的專屬女優。同時「石原希望」這個詞被週刊Playboy選為2020年AV流行語大賞的第4名。
2021年2月於月刊FANZA發表的「このAV女優がすごい!2021冬」中獲得第1名。2021年3月演出的作品『フェス帰り相部屋NTR彼氏の愚痴を聞いてくれるバイト先の店長と性欲解消するまで中出ししまくった絶倫性交』被週刊Playboy選為「2021年エロデミー賞」的作品賞。2021年4月發表的「2021現役AV女優SEXY総選挙」中獲得第26名。
2021年11月9日，冲田杏梨就任FANZA VR视频5周年纪念活动2021的"VR性感战士"（MOODYZ专属代表）

## 外部連結
- のん公式ホームページ
- 石原　希望(いしはら のぞみ)的X（前Twitter）
- 石原希望 （页面存档备份，存于） - CHEERZ
- 石原希望(いしはらのぞみ)的TikTok
- YouTube上的のぞチャン〜石原希望オフィシャルYoutube〜頻道